# Florian Esdorf
Florian Esdorf (* 21. Februar 1995 in Rostock) ist ein deutscher Fußballspieler, der meist in der Innenverteidigung eingesetzt wird. Er steht beim Rostocker FC unter Vertrag.

## Karriere
Nach seinen Stationen PSV Ribnitz-Damgarten und FSV Bentwisch wechselte Florian Esdorf 2008 in die Jugend von Hansa Rostock und steig 2014 in die zweite Mannschaft der Rostocker auf. In der Oberliga Nordost debütierte er unter Trainer Thomas Finck am 20. April 2014 bei der 0:1-Niederlage gegen den RSV Waltersdorf. Am 10. Mai 2015 brachte er sein Team in der 25. Minute durch einen direkt verwandelten Freistoß mit 1:0 gegen den 1. FC Neubrandenburg 04 in Führung und konnte seinen ersten Treffer in der zweiten Mannschaft bejubeln. Das Spiel endete 3:0 für die zweite Mannschaft der Rostocker.
Beim torlosen Unentschieden der ersten Mannschaft gegen den VfL Osnabrück am 30. Januar 2016 wurde Florian Esdorf erstmals von Christian Brand in die Startelf berufen und gab dadurch sein Debüt in der 3. Liga und in der ersten Mannschaft. Mit dem F.C. Hansa wurde Esdorf Landespokalsieger 2016. Ende August 2016 wurde er an den FC Schönberg 95 ausgeliehen. Dort absolvierte er 27 Regionalligaspiele. Die Leihe endete zum Ende der Saison 2016/17 und Esdorf wechselte zur Saison 2017/18 zum Viertligisten FSV Wacker 90 Nordhausen.
In Nordhausen brachte es Esdorf auf insgesamt 70 Ligaeinsätze, in denen er 8 Treffer erzielte. Durch den Gewinn des Thüringer Landespokals 2019 war Wacker Nordhausen berechtigt am DFB-Pokal der nächsten Saison teilzunehmen. Esdorf traf in der 1. Hauptrunde auf den FC Erzgebirge Aue und verlor das Spiel mit 1:4. Im Dezember 2019 meldete Wacker Nordhausen die Eröffnung eines Insolvenzverfahrens an. Daraufhin schloss sich Esdorf wieder seinem Jugend- und Heimatverein Hansa Rostock an und spielte in der Reservemannschaft der Profis in der Oberliga Nordost. Im Sommer 2021 wechselte er zum Rostocker FC, absolvierte 17 Liga-Spiele und erzielte hierbei einen Treffer. Im Landespokal erreichte er das Viertelfinale und brachte es auf einen Treffer in drei Partien.
Im Mai 2022 verkündete der Sechstligist FC Anker Wismar die Verpflichtung Esdorfs für die Saison 2022/23.

## Erfolge
- Landespokalsieger Mecklenburg-Vorpommern: (1) 2016 (mit dem F.C. Hansa Rostock)
- Landespokalsieger Thüringen: (1) 2019 (mit dem FSV Wacker 90 Nordhausen)